# Барретт, Рэй
Рэй Ба́рретт (англ. Ray Barrett; 2 мая 1927, Брисбен — 8 сентября 2009[…], Голд-Кост) — австралийско-британский актёр радио, озвучивания, кино и телевидения.

## Биография
Реймонд Чарльз Барретт родился 2 мая 1927 года в городе Брисбен (Австралия). После окончания средней школы учился в старшей школе Брисбена. С детства очарованный радио, в 12 лет, выиграв конкурс талантов, впервые появился на радио 4BH с музыкальным монологом про собачку Пэдди. Позже работал на радиостанциях родного города, а в 1954—1957 годах — на радиостанциях Сиднея.
В 1957 году Барретт уехал в Великобританию, где почти сразу начал сниматься в телесериалах и кинофильмах. В связи с характерной внешностью, играл преимущественно «крутых парней», несмотря на достаточно молодой возраст.
В середине 1970-х годов вернулся на родину, где продолжил сниматься в кино и на телевидении. Достаточно активно снимался до 2004 года, в 2008 году появился на киноэкране в последний раз.
В 2005 году получил Премию Лонгфорда Лайелла от Австралийской академии кино и телевидения.
Рэй Барретт скончался 8 сентября 2009 года больнице Голд-Коста (город Саутпорт, штат Квинсленд) от последствий внутримозгового кровоизлияния.

### Личная жизнь
Рэй Барретт был женат трижды, но подробности его личной жизни неизвестны. Все его жёны не имели отношения к кинематографу.
1. Одри Беттани. Брак заключён в 1951 году, до 1969 года последовал развод. От брака остался ребёнок.
2. Мирен Кук. Брак заключён около 1969 года, до 1986 года последовал развод. От брака осталось двое детей.
3. Гэй О’Брайан. Брак заключён 4 октября 1986 года и продолжался 23 года до самой смерти актёра. Детей от брака не было.

## Избранная фильмография

### Широкий экран
В титрах указан
- 1961 — Прикосновение смерти[англ.] / Touch of Death — Максвелл
- 1962 — Головоломка[англ.] / Jigsaw — сержант Горман
- 1963 — 80 000 подозреваемых[англ.] / 80,000 Suspects — Беннетт, инспектор по здоровью
- 1966 — Рептилия / The Reptile — Гарри Джордж Сполдинг
- 1966 — Предвестники бури, вперёд![англ.] / Thunderbirds Are Go — разные роли (озвучивание)
- 1967 — Почти как женщина[англ.] / Just like a Woman — австралиец
- 1971 — Месть[англ.] / Revenge — Гарри
- 1973 — Маленькая Лаура и Большой Джон[англ.] / Little Laura and Big John — Кейтс
- 1978 — Песнь Джимми Блэксмита[англ.] / The Chant of Jimmie Blacksmith — Фаррелл
- 1980 — Землянин[англ.] / The Earthling — Парнелл
- 1982 — Прощай, рай[англ.] / Goodbye Paradise — Майкл Стейси
- 1984 — Там, где мечтают зелёные муравьи / Wo die grünen Ameisen träumen — Коул
- 1985 — Бунтарь[англ.] / Rebel — Баблз
- 1987 — Ферма француза[англ.] / Frenchman's Farm — Гарри Бенсон
- 1988 — С течением времени[англ.] / As Time Goes By — Дж. Л. Уэстон
- 1990 — Кровавая клятва / Blood Oath — председатель коллегии судей
- 1995 — Отель «Сорренто»[англ.] / Hotel Sorrento — Уэл Мойнихан
- 1995 — Как стать аборигеном?[англ.] / Dad and Dave: On Our Selection — Дуайер
- 1996 — Блестящая ложь[англ.] / Brilliant Lies — Брайан Коннор
- 1996 — Отель любви[англ.] / Hotel de Love — Джек Дюнн
- 1997 — Небеса в огне[англ.] / Heaven's Burning — Кэм
- 1998 — В зимней темноте[англ.] / In the Winter Dark — Морис Стаббс
- 2003 — Посетители[англ.] / Visitors — Билл Перри
- 2008 — Австралия / Australia — Рамсден

В титрах не указан
- 1960 — Бродяги / The Sundowners — мужчина в пабе / игрок в ту-ап
- 1979 — Тим / Tim — мужчина у гостиницы

### Телевидение
- 1960—1961 — Отделение неотложной помощи № 10[англ.] / Emergency Ward 10 — доктор Дон Нолан (в 44 эпизодах)
- 1960, 1962 — Театр в кресле[англ.] / Armchair Theatre — разные роли (в 3 эпизодах)
- 1962 — День воссоединения[англ.] / Reunion Day — Тим Андерсон
- 1962 — Из этого мира[англ.] / Out of This World — доктор Алан Уинт (в эпизоде Dumb Martian)
- 1962 — Человек мира[англ.] / Man of the World — Чарли Уэст (в эпизоде Highland Story)
- 1962—1963 — Тайны Эдгара Уоллеса[англ.] / Edgar Wallace Mysteries — разные роли (в 2 эпизодах)
- 1963 — Мстители / The Avengers — Стронг (в эпизоде Man in the Mirror)
- 1963 — Автомобили Z / Z-Cars — Лен Уилсон (в эпизоде Pay by Results[англ.])
- 1963—1964 — Призрачный отряд[англ.] / Ghost Squad — разные роли (в 7 эпизодах)
- 1963, 1965 — Никакого укрытия[англ.] / No Hiding Place — разные роли (в 2 эпизодах)
- 1964 — Святой[англ.] / The Saint — Уилли Кинсалл (в эпизоде The Loving Brothers[англ.])
- 1964 — Путь Гидеона[англ.] / Gideon's Way — Роберт Карн (в эпизоде The Lady-Killer)
- 1964—1965 — Стингрей[англ.] / Stingray — разные роли (в 39 эпизодах)
- 1964, 1974 — Диксон из Док-Грина[англ.] / Dixon of Dock Green — разные роли (в 2 эпизодах)
- 1965 — Доктор Кто / Doctor Who — Беннетт / Коквиллион (в эпизоде The Rescue)
- 1965 — Пьеса месяца[англ.] / Play of the Month — рыцарь (в эпизоде Luther)
- 1965—1966 — Тандербёрды: Международные спасатели / Thunderbirds — разные роли (озвучивание, в 31 эпизоде)
- 1965—1972 — Устранители неполадок[англ.] / The Troubleshooters — Питер Торнтон, полевой агент (в 106 эпизодах)
- 1974 — Приключения Чёрного Красавчика[англ.] / The Adventures of Black Beauty — Т. Отис Уэйгуд (в эпизоде A Long Hard Run)
- 1974 — Колдиц[англ.] / Colditz — лейтенант Джек Коллинс (в эпизоде The Gambler)
- 1977 — Некуда бежать[англ.] / No Room to Run — Джек Дикин
- 1984 — Файф-Майл-Крик[англ.] / Five Mile Creek — Гарри (в эпизоде Home and Away)
- 1986 — Туситала[англ.] / Tusitala — Гарри Мурс (в 3 эпизодах)
- 1986 — Летающие доктора[англ.] / The Flying Doctors — Фрэнк Уотсон (в эпизоде Fearless Frank[англ.])
- 1989 — Врачи общей практики[англ.] / G.P. — Рекс Митчелл (в 2 эпизодах)
- 2000 — Что-то в воздухе[англ.] / Something in the Air — Лен Тейлор (в 35 эпизодах)
- 2000 — Стингеры[англ.] / Stingers — мистер Рафферти (в эпизоде Brilliant Lies)
- 2004 — Все святые[англ.] / All Saints — доктор Коннелли (в эпизоде Falling from Grace[англ.])

### Сразу-на-видео
- 1987 — Зараза[англ.] / Contagion — Баэль